# 贝尔根-希尔道
贝尔根-希尔道（德語：Belgern-Schildau，發音：[ˈbɛlɡɐn ˈʃɪldaʊ]）是德国萨克森州北萨克森县的城市，面积158.98平方千米，2023年12月31日人口为7,495人。该市镇于2013年1月1日由市镇贝尔根和希尔道合并而成。